# Pont suspendu de Capilano
Le pont suspendu de Capilano (en anglais : Capilano Suspension Bridge) est un pont de singe traversant le fleuve Capilano dans le district de North Vancouver en Colombie-Britannique, au Canada.
Le pont mesure 140 mètres de long et se situe à 70 mètres au-dessus du fleuve.
Faisant partie d'un établissement privé, son passage nécessite un droit d'entrée. Malgré cela, l'attraction attire plus de 800 000 visiteurs par an.

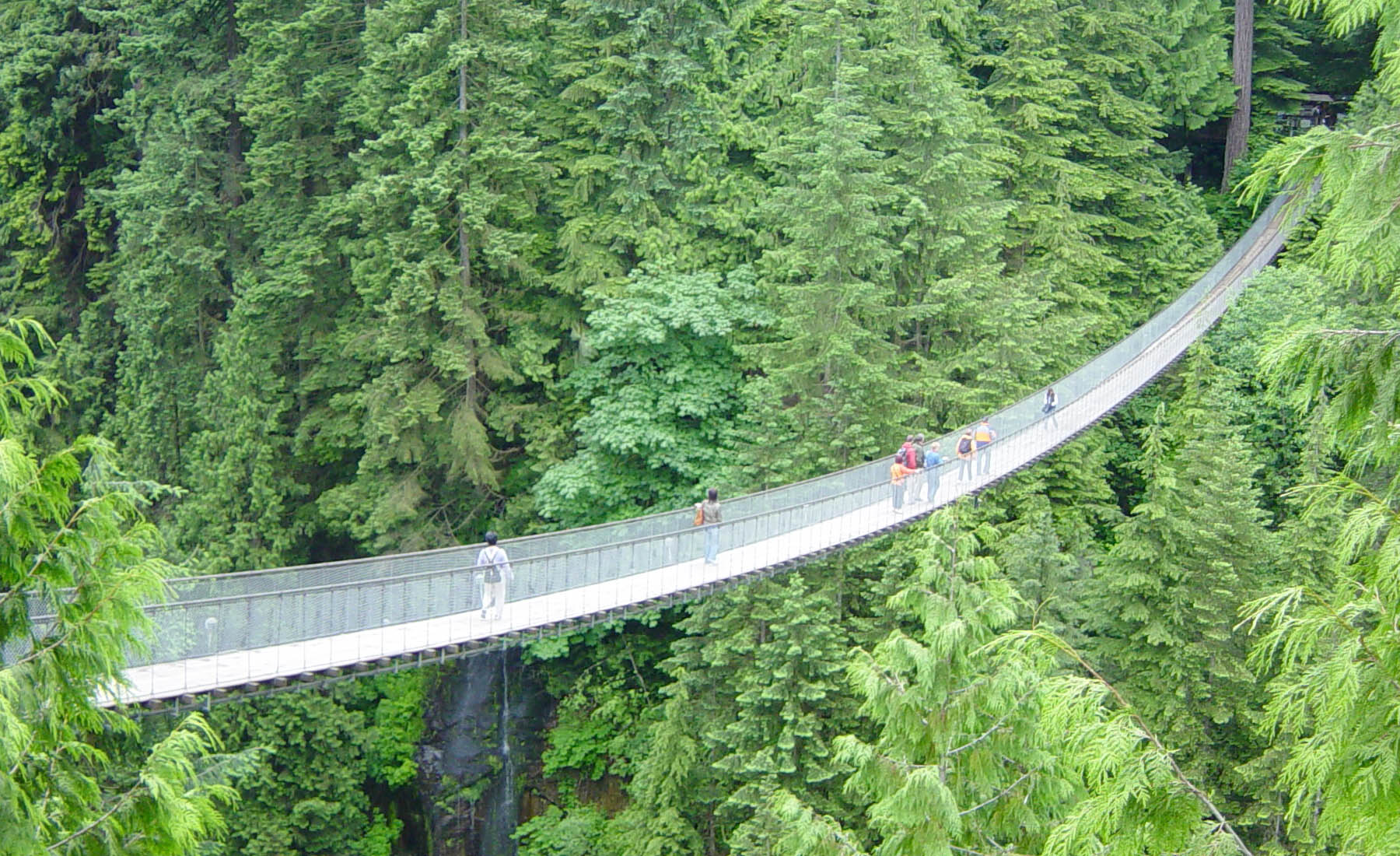
Pont suspendu de Capilano.